# Johan Fredrik Grewell
Johan Fredrik Grewell, född 7 januari 1806 i Söderköping, Östergötlands län, död 24 juni 1884 i Klockrike församling, Östergötlands län, var en svensk präst.

## Biografi
Johan Fredrik Grewell föddes 1806 i Söderköping. Han var son till andre lantmätaren Gustaf Johan Grewell i Östergötland och Ulrica Maria Ekmanson. Grewell studerade i Söderköping och Linköping. Han blev höstterminen 1824 student vid Uppsala universitet och prästvigdes 25 april 1830. Grewell var från 12 november 1834 till 30 januari 1842 hospitalspredikant och lasarettspredikant i Linköping och från 27 november 1839 till 1 november 1854 slottspredikant på Linköpings slott. Han avlade 12 augusti 1842 pastoralexamen och var från 1843 till 1845 lärare vid Linköpings seminarium. Grewell var från 1843 till 1846 prediaknt vid kronoarbetskåren i Linköping och blev 20 april 1846 komminister i Linköpings S:t Lars församling, tillträdde 1847. Han var från 29 december 1853 till 25 maj 1871 regementspastor vid Första livgrenadjärregementet och blev 8 januari 1860 kyrkoherde i Kristbergs församling, tillträdde 1861. Grewell blev 1 juli 1870 kyrkoherde i Klockrike församling, tillträde 1871 och blev 19 april 1871 kontraktsprost i Gullbergs och Bobergs kontrakt. Han var predikant vid prästmötet 1862 och utnämndes samma år till ledamot av Vasaorden. Grewell avled 1884 i Klockrike socken.

### Familj
Grewell gifte sig första gången 28 maj 1840 med Charlotta Gabriela Silverstolpe (1817–1846), dotter till kyrkoherden Gustaf Abraham Silverstolpe i S:t Laurentii församling, Söderköping och Ulla Ahlm.
Han gifte sig andra gången 29 augusti 1847 med Maria Sophia Margareta Broman (1827–1909), dotter till kyrkoherden Anders Jacob Broman i Skärkinds församling och Anna Regina Lindblom. De fick tillsammans barnen Anna Maria Charlotta Grewell (1848–1848), Ida Adelaide Grewell (1849–1849), överkontrollören Johan Jacob Axel Grewell (född 1854) och Carl Gustaf Israel Grewell (1857–1863).